# Římskokatolická farnost Pasohlávky
Římskokatolická farnost Pasohlávky je územní společenství římských katolíků s farním kostelem svaté Anny v obci Pasohlávky. Do farnosti spadá také území zaniklé obce Mušov s kostelem svatého Linharta.

## Historie farnosti
V roce 1276 patřila obec dolnokounickému klášteru. V době válek během 15. století zpustla a znovu osídlena byla až v polovině 16. století. Původně v obci stávala kaple, která byla v roce 1672 přestavěna. Současnou podobu má kostel od roku 1811.
K 30. červnu 1978 byla zrušena farnost Mušov a k farnosti Pasohlávky bylo přičleněno její území zahrnující obec Mušov.

## Duchovní správci
Od 1. srpna 2009 byl administrátorem excurrendo R. D. Josef Kohoutek. Od 15. listopadu 2023 je jím R. D. Jaroslav Jurka.

## Bohoslužby
| Kostel       | Místo      | Bohoslužba (den)     | Hodina                                     | Poznámka        |
| ------------ | ---------- | -------------------- | ------------------------------------------ | --------------- |
| sv. Anny     | Pasohlávky | neděle úterý čtvrtek | 11.00 17.00 (zimní čas)/ 18.00 (letní čas) | farní kostel    |
| sv. Linharta | Mušov      | nekonají se          | nekonají se                                | filiální kostel |

## Aktivity ve farnosti
Dnem vzájemných modliteb farností za bohoslovce a bohoslovců za farnosti brněnské diecéze je 8. říjen. Adorační den připadá na nejbližší neděli po 15. listopadu.
Farnost se zapojila do projektu "NEJÍM, ABY MOHLI JÍST" ( v listopadu 2014 ve farnosti proběhly dvě sbírky na podporu těch, kteří přišli o domov, všechen majetek a trpí hlady.
Ve farnosti se pravidelně pořádá tříkrálová sbírka. V roce 2015 se při ní vybralo 15 609 korun. Při sbírce v roce 2016 činil výtěžek 18 244 korun. V roce 2018 dosáhl výtěžek sbírky 20 764 korun.
V listopadu 2016 se v farnosti konaly lidové misie.